# Кржище (Церкниця)
Кржище (словен. Kržišče) — поселення в общині Церкниця, Регіон Нотрансько-крашка, Словенія. Висота над рівнем моря: 819,1 м.